# Vitalij Petrakov
Vitalij Petrakov, född den 10 december 1954 i Tula, Ryssland, är en sovjetisk tävlingscyklist som tog OS-guld i lagförföljelsen vid olympiska sommarspelen 1980 i Moskva.